# Demografía de Singapur
La demografía de Singapur incluye las estadísticas de población de Singapur, como la densidad de población, el origen étnico, el nivel de educación, la salud de la población, el estado económico, las afiliaciones religiosas y otros datos demográficos de la población.
En junio de 2021, la población de Singapur era de 5,45 millones .De su población total de 5,45 millones en 2021, 4 millones son residentes, que consisten en ciudadanos y residentes permanentes (RP), y 1,45 millones son no residentes, que consiste en personas con varios pases de trabajo y estudiantes extranjeros

## Tendencia demográfica
Fuente: Singapore Department of Statistics

This animation shows the share of age groups for the population of Singapore from 1960 – 2016. The age group which contains the median is highlighted. The population of Singapore is considered to be ageing rapidly.

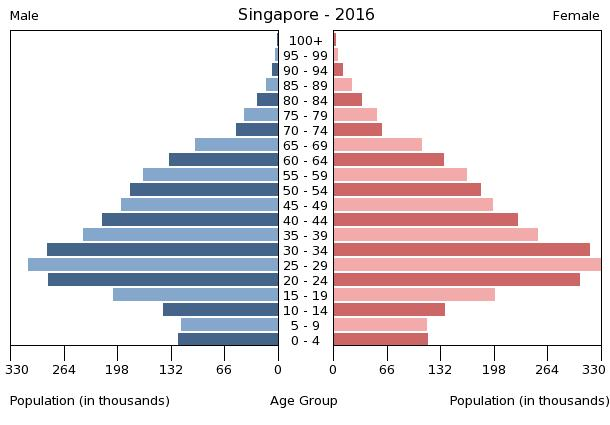
Population pyramid according to the CIA

| Year | Number ('000)   | Number ('000)      | Number ('000) | Number ('000)          | Number ('000) | Growth (year on year) | Growth (year on year) | Growth (year on year) | Growth (year on year) | Growth (year on year) | Land area (km2) | Population density (persons per km2) |
| Year | Población total | Residentes totales | Ciudadanos    | Residentes permanentes | Non-residents | Total population      | Total residents       | Singapore citizens    | Permanent residents   | Non-residents         | Land area (km2) | Population density (persons per km2) |
| ---- | --------------- | ------------------ | ------------- | ---------------------- | ------------- | --------------------- | --------------------- | --------------------- | --------------------- | --------------------- | --------------- | ------------------------------------ |
| 1950 | 1,022.1         | na                 | na            | na                     | na            | 4.4%                  | na                    | na                    | na                    | na                    | na              | na                                   |
| 1955 | 1,305.5         | na                 | na            | na                     | na            | 4.6%                  | na                    | na                    | na                    | na                    | na              | na                                   |
| 1960 | 1,646.4         | na                 | na            | na                     | na            | 3.7%                  | na                    | na                    | na                    | na                    | 581.5           | 2,831                                |
| 1965 | 1,886.9         | na                 | na            | na                     | na            | 2.5%                  | na                    | na                    | na                    | na                    | 581.5           | 3,245                                |
| 1970 | 2,074.5         | 2,013.6            | 1,874.8       | 138.8                  | 60.9          | 2.8%                  | na                    | na                    | na                    | na                    | 586.4           | 3,538                                |
| 1975 | 2,262.6         | na                 | na            | na                     | na            | 1.5%                  | na                    | na                    | na                    | na                    | 596.8           | 3,791                                |
| 1980 | 2,413.9         | 2,282.1            | 2,194.3       | 87.8                   | 131.8         | 1.5%                  | 1.3%                  | na                    | na                    | na                    | 617.8           | 3,907                                |
| 1985 | 2,736           | 2,482.6            | na            | na                     | 253.3         | 0.1%                  | 1.6%                  | na                    | na                    | na                    | 620.5           | 4,409                                |
| 1990 | 3,047.1         | 2,735.9            | 2,623.7       | 112.1                  | 311.3         | 2.3%                  | 1.7%                  | 1.7%                  | 2.3%                  | 9.0%                  | 633             | 4,706                                |
| 1995 | 3,524.5         | 3,013.5            | 2,823.7       | 189.8                  | 511           | 3.1%                  | 1.8%                  | 1.4%                  | 8.3%                  | 11.2%                 | 647.5           | 5,443                                |
| 2000 | 4,027.9         | 3,273.4            | 2,985.9       | 287.5                  | 754.5         | 2.8%                  | 1.8%                  | 1.3%                  | 9.9%                  | 9.3%                  | 682.7           | 5,900                                |
| 2005 | 4,265.8         | 3,467.8            | 3,081         | 386.8                  | 797.9         | 2.4%                  | 1.6%                  | 0.8%                  | 8.6%                  | 5.9%                  | 697.9           | 6,121                                |
| 2010 | 5,076.7         | 3,771.7            | 3,230.7       | 541.0                  | 1,305.0       | 1.8%                  | 1.0%                  | 0.9%                  | 1.5%                  | 4.1%                  | 712.4           | 7,126                                |
| 2015 | 5,535.0         | 3,902.7            | 3,375.0       | 527.7                  | 1,632.3       | 1.2%                  | 0.8%                  | 1.0%                  | 0%                    | 2.1%                  | 719.1           | 7,697                                |
| 2020 | 5,685,8         | 4,044.2            | 3,523.2       | 521                    | 1,641.6       | -0.3%                 | 0.4%                  | 0.6%                  | -0.8%                 | 0.02%                 | 728.3           | 7,810                                |

### Composición por género de la población residente
Fuente: Singapore Department of Statistics
| Year                                | 1960    | 1965    | 1970    | 1975    | 1980    | 1985    | 1990    | 1995    | 2000    | 2005    | 2010    | 2015    | 2020    |
| ----------------------------------- | ------- | ------- | ------- | ------- | ------- | ------- | ------- | ------- | ------- | ------- | ------- | ------- | ------- |
| Total                               | 1,646.4 | 1,886.9 | 2,013.6 | 2,262.6 | 2,282.1 | 2,482.6 | 2,735.9 | 3,013.5 | 3,273.4 | 3,467.8 | 3,771.7 | 3,902.7 | 4,044.2 |
| Males                               | 859.6   | 973.8   | 1,030.8 | 1,6.1   | 1,9.0   | 1,258.5 | 1,386.3 | 1,514.0 | 1,634.7 | 1,721.1 | 1,861.1 | 1,916.6 | 1,977.6 |
| Females                             | 786.8   | 913.1   | 982.8   | 1,106.5 | 1,123.1 | 1,224.2 | 1,349.6 | 1,499.5 | 1,638.7 | 1,746.7 | 1,910.6 | 1,986.1 | 2,066.7 |
| Sex ratio (males per 1,000 females) | 1,093   | 1,066   | 1,049   | 1,045   | 1,032   | 1,028   | 1,027   | 1,010   | 998     | 985     | 974     | 965     | 957     |

### Age distribution of resident population
Source: Singapore Department of Statistics
| Age group (years) | 1990  | 2000  | 2010  | 2011  | 2012  | 2013  | 2014  |
| ----------------- | ----- | ----- | ----- | ----- | ----- | ----- | ----- |
| Below 15          | 23.0% | 21.9% | 17.4% | 16.8% | 16.4% | 16.0% | 15.7% |
| 15–24             | 16.9% | 12.9% | 13.5% | 13.6% | 13.7% | 13.6% | 13.2% |
| 25–34             | 21.5% | 17.0% | 15.1% | 14.8% | 14.4% | 14.4% | 14.4% |
| 35–44             | 16.9% | 19.4% | 16.7% | 16.4% | 16.3% | 16.1% | 16.0% |
| 45–54             | 9.0%  | 14.3% | 16.6% | 16.7% | 16.5% | 16.4% | 16.1% |
| 55–64             | 6.7%  | 7.2%  | 11.7% | 12.4% | 12.7% | 13.1% | 13.4% |
| 65 and over       | 6.0%  | 7.2%  | 9.0%  | 9.3%  | 9.9%  | 10.5% | 11.2% |
| Edad media (años) | 29.8  | 34.0  | 37.4  | 38.0  | 38.4  | 38.9  | 39.3  |